# Jessica Crampton
Jessica „Jess“ Crampton (* 18. April 1994 in Manchester) ist eine ehemalige britische Bahnradsportlerin, die auf die Kurzzeitdisziplinen spezialisiert war.

## Sportliche Laufbahn
2011 wurde Jess Crampton Vize-Europameisterin der Junioren im Teamsprint, gemeinsam mit Victoria Williamson. Im selben Jahr wurde sie britische Vize-Meisterin im Keirin. 2017 errang sie den britischen Meister-Titel im Sprint, 2018 sowie 2019 den Titel im Keirin.

## Sonstiges
Jessica Crampton ist eine jüngere Schwester des Keirin-Europameisters Matthew Crampton, auch der gemeinsame Bruder Robert war als Radsportler aktiv. Sie studiert mit einem Sportstipendium Modedesign mit Schwerpunkt Sportkleidung an der Manchester Metropolitan University.

## Erfolge
2011
- Junioren-Europameisterschaft – Teamsprint (mit Victoria Williamson)

2017
- Britische Meisterin – Sprint

2018
- Britische Meisterin – Keirin

2019
- Britische Meisterin – Keirin